# Briefmarken-Jahrgang 1920 des Saargebiets
Der Briefmarken-Jahrgang 1920 des Saargebiets umfasste 49 Aufdruckmarken, davon 12 auf Marken des ehemaligen Königreichs (danach Freistaats bzw. Volksstaats) Bayern, die übrigen auf Germaniamarken sowie zugehörigen Mark-Werten des Deutschen Reichs.

## Geschichtlicher Hintergrund
Das Saargebiet war auf Grund des Versailler Vertrags vom 10. Januar 1920 an auf die Dauer von 15 Jahren der Verwaltung des Völkerbunds unterstellt. Dies führte zur Herausgabe eigener Briefmarken ab dem 30. Januar 1920. 

## Übersicht über die Ausgaben des Jahrs 1920
Zunächst wurden Marken des deutschen Reichs der laufenden Germania-Serie (Nr. 1 – 16) und der zugehörige Markwert (mit Darstellung des Reichspostgebäudes, Nr. 17) mit dem Aufdruck Sarre versehen und die Landesbezeichnung Deutsches Reich wurde mit einem Balken unkenntlich gemacht. Der Aufdruck erfolgte durch die Druckerei Gebr. Hofer in Saarbrücken in drei unterschiedlichen Grundtypen und in zahlreichen Varianten („Abarten“), die für Spezialsammler interessant sind. Am 1. März 1920 wurden Marken des Königreichs Bayern mit dem Aufdruck Sarre (Nr. 18 – 26, bei Nr. 27 – 29 etwas höher und größer) bzw. SARRE (in Großbuchstaben, Nr. 30 und 31) und einer fünffachen oder vierfachen Durchstreichung des Landesnamens Bayern für den zuvor bayerischen Landesteil herausgegeben, der Aufdruck erfolgte ebenfalls durch die Druckerei Gebr. Hofer. Einige weitere Werte (Nr. A31 – D31) wurden nur in wenigen Stücken bevorzugten Personen zugeteilt und sind in der nachfolgenden Liste nicht enthalten. Auch von den überdruckten Marken Bayerns liegen zahlreiche Aufdruckfehler vor. Weiter erfolgte am 10. April 1920 die Ausgabe der Marken der Germania-Serie sowie der Markwerte mit dem Aufdruck SAARGEBIET (Nr. 32 – 42) bzw. mit zweimaligem senkrechtem gleichlautendem Aufdruck (Nr. 43). Schließlich wurden im Jahr 1920 noch weitere fünf Pfennigwerte (Nr. 44 – 48) sowie der 4-Mark-Wert (Nr. 49) mit diesem Aufdruck herausgegeben. Die letzten drei Aufdruckausgaben fallen schon in das Jahr 1921.

## Liste der Ausgaben
Legende
- Bild: Eine bearbeitete Abbildung der genannten Marke. Das Verhältnis der Größe der Briefmarken zueinander ist in diesem Artikel annähernd maßstabsgerecht dargestellt. Sollten keine Marken abgebildet sein, liegt es daran, dass das Urheberrecht des Künstlers noch nicht erloschen ist.
- Beschreibung: Eine Kurzbeschreibung des Motivs und/oder des Ausgabegrundes. Bei ausgegebenen Serien oder Blocks werden die zusammengehörigen Beschreibungen mit einer Markierung versehen eingerückt.
- Wert: Der Frankaturwert der einzelnen Marke in Saar-Franken. Ein „+“ bedeutet, dass es sich um eine Zuschlagsmarke handelt (= Frankaturwert + Spende).
- Ausgabedatum: Das Datum des erstmaligen Verkaufs dieser Briefmarke.
- Gültig bis: Das Datum, an dem die Gültigkeit endete.
- Auflage: Soweit bekannt, wird hier die zum Verkauf angebotene Anzahl dieser Ausgabe angegeben.
- Entwurf: Soweit bekannt, wird hier angegeben, von wem der Entwurf dieser Marke stammt.
- Mi.-Nr.: Diese Briefmarke wird im Michel-Katalog unter der entsprechenden Nummer gelistet.

| Aufdruckmarken | Aufdruckmarken                                                | Aufdruckmarken        | Aufdruckmarken        | Aufdruckmarken     | Aufdruckmarken | Aufdruckmarken | Aufdruckmarken |
| -------------- | ------------------------------------------------------------- | --------------------- | --------------------- | ------------------ | -------------- | -------------- | -------------- |
| Bild           | Beschreibung                                                  | Werte in Pfennig/Mark | Ausgabe- datum (1920) | gültig bis         | Auflage        | Aufdruck auf   | MiNr.          |
|                | Germania (Briefmarke) - Porträtbild Anna Führing als Germania | 2                     | 30. Januar            | 30. April 1921     | 204.000        | DR 102         | 1              |
|                | Germania (Briefmarke) - Porträtbild Anna Führing als Germania | 2 1/2                 | 30. Januar            | 30. April 1921     | 62.000         | DR 98          | 2              |
|                | Germania (Briefmarke) - Porträtbild Anna Führing als Germania | 3                     | 30. Januar            | 30. April 1921     | 144.000        | DR 84          | 3              |
|                | Germania (Briefmarke) - Porträtbild Anna Führing als Germania | 5                     | 30. Januar            | 30. April 1921     | 4.864.000      | DR 85          | 4              |
|                | Germania (Briefmarke) - Porträtbild Anna Führing als Germania | 7 1/2                 | 30. Januar            | 30. April 1921     | 489.000        | DR 99          | 5              |
|                | Germania (Briefmarke) - Porträtbild Anna Führing als Germania | 10                    | 30. Januar            | 30. April 1921     | 5.000.000      | DR 86          | 6              |
|                | Germania (Briefmarke) - Porträtbild Anna Führing als Germania | 15                    | 30. Januar            | 30. April 1921     | 5.000.000      | DR 101         | 7              |
|                | Germania (Briefmarke) - Porträtbild Anna Führing als Germania | 20                    | 30. Januar            | 30. April 1921     | 5.000.000      | DR 87          | 8              |
|                | Germania (Briefmarke) - Porträtbild Anna Führing als Germania | 25                    | 30. Januar            | 30. April 1921     | 200.000        | DR 88          | 9              |
|                | Germania (Briefmarke) - Porträtbild Anna Führing als Germania | 30                    | 30. Januar            | 30. April 1921     | 100.000        | DR 89          | 10             |
|                | Germania (Briefmarke) - Porträtbild Anna Führing als Germania | 35                    | 30. Januar            | 30. April 1921     | 600.000        | DR 103         | 11             |
|                | Germania (Briefmarke) - Porträtbild Anna Führing als Germania | 40                    | 30. Januar            | 30. April 1921     | 800.000        | DR 89          | 12             |
|                | Germania (Briefmarke) - Porträtbild Anna Führing als Germania | 50                    | 30. Januar            | 30. April 1921     | 510.000        | DR 91          | 13             |
|                | Germania (Briefmarke) - Porträtbild Anna Führing als Germania | 60                    | 30. Januar            | 30. April 1921     | 804.000        | DR 92          | 14             |
|                | Germania (Briefmarke) - Porträtbild Anna Führing als Germania | 75                    | 30. Januar            | 30. April 1921     | 975.000        | DR 104         | 15             |
|                | Germania (Briefmarke) - Porträtbild Anna Führing als Germania | 80                    | 30. Januar            | 30. April 1921     | 333.000        | DR 93          | 16             |
|                | Germania (Briefmarke) - Reichspostamt Berlin                  | 1 Mark                | 30. Januar            | 30. April 1921     | 52.000         | DR 94          | 17             |
|                | Ludwig III. (Bayern) - König Ludwig III.                      | 5                     | 1. März               | 15. September 1920 | 812.000        | BY 112         | 18             |
|                | Ludwig III. (Bayern) - König Ludwig III.                      | 10                    | 1. März               | 15. September 1920 | 412.000        | BY 114         | 19             |
|                | Ludwig III. (Bayern) - König Ludwig III.                      | 15                    | 1. März               | 15. September 1920 | 404.000        | BY 115         | 20             |
|                | Ludwig III. (Bayern) - König Ludwig III.                      | 20                    | 1. März               | 15. September 1920 | 500.000        | BY 97          | 21             |
|                | Ludwig III. (Bayern) - König Ludwig III.                      | 25                    | 1. März               | 15. September 1920 | 80.000         | BY 98          | 22             |
|                | Ludwig III. (Bayern) - König Ludwig III.                      | 30                    | 1. März               | 15. September 1920 | 101.000        | BY 99          | 23             |
|                | Ludwig III. (Bayern) - König Ludwig III.                      | 40                    | 1. März               | 15. September 1920 | 80.000         | BY 100         | 24             |
|                | Ludwig III. (Bayern) - König Ludwig III.                      | 50                    | 1. März               | 15. September 1920 | 200.000        | BY 101         | 25             |
|                | Ludwig III. (Bayern) - König Ludwig III.                      | 60                    | 1. März               | 15. September 1920 | 243.900        | BY 102         | 26             |
|                | Ludwig III. (Bayern) - König Ludwig III.                      | 1 Mark                | 1. März               | 15. September 1920 | 61.000         | BY 104         | 27             |
|                | Ludwig III. (Bayern) - König Ludwig III.                      | 2 Mark                | 1. März               | 15. September 1920 | 27.400         | BY 105         | 28             |
|                | Ludwig III. (Bayern) - König Ludwig III.                      | 3 Mark                | 1. März               | 15. September 1920 | 20.050         | BY 106         | 29             |
|                | Ludwig III. (Bayern) - König Ludwig III.                      | 5 Mark                | 1. März               | 15. September 1920 | 12.000         | BY 107         | 30             |
|                | Ludwig III. (Bayern) - König Ludwig III.                      | 10 Mark               | 1. März               | 15. September 1920 | 20.000         | BY 108         | 31             |
|                | Germania (Briefmarke) - Porträtbild Anna Führing als Germania | 5                     | 10. April             | 30. April 1921     | 400.000        | DR 85          | 32             |
|                | Germania (Briefmarke) - Porträtbild Anna Führing als Germania | 10                    | 10. April             | 30. April 1921     | 400.000        | DR 86          | 33             |
|                | Germania (Briefmarke) - Porträtbild Anna Führing als Germania | 15                    | 10. April             | 30. April 1921     | 400.000        | DR 101         | 34             |
|                | Germania (Briefmarke) - Porträtbild Anna Führing als Germania | 20                    | 10. April             | 30. April 1921     | 400.000        | DR 87          | 35             |
|                | Germania (Briefmarke) - Porträtbild Anna Führing als Germania | 30                    | 10. April             | 30. April 1921     | 400.000        | DR 89          | 36             |
|                | Germania (Briefmarke) - Porträtbild Anna Führing als Germania | 40                    | 10. April             | 30. April 1921     | 400.000        | DR 90          | 37             |
|                | Germania (Briefmarke) - Porträtbild Anna Führing als Germania | 50                    | 10. April             | 30. April 1921     | 400.000        | DR 91          | 38             |
|                | Germania (Briefmarke) - Porträtbild Anna Führing als Germania | 60                    | 10. April             | 30. April 1921     | 400.000        | DR 92          | 39             |
|                | Germania (Briefmarke) - Porträtbild Anna Führing als Germania | 75                    | 10. April             | 30. April 1921     | 400.000        | DR 104         | 40             |
|                | Germania (Briefmarke) - Reichspostamt Berlin                  | 1,25 Mark             | 10. April             | 30. April 1921     | 400.000        | DR 113         | 41             |
|                | Germania (Briefmarke) - Reichspostamt Berlin                  | 1,25 Mark             | 10. April             | 30. April 1921     | 400.000        | DR 114         | 42             |
|                | Germania (Briefmarke) - Genius mit Fackel                     | 2,50 Mark             | 10. April             | 30. April 1921     | 400.000        | DR 115         | 43             |
|                | Germania (Briefmarke) - Porträtbild Anna Führing als Germania | 5                     | 1920                  | 30. April 1921     | 115.000        | DR 140         | 44             |
|                | Germania (Briefmarke) - Porträtbild Anna Führing als Germania | 10                    | 1920                  | 30. April 1921     | 115.000        | DR 141         | 45             |
|                | Germania (Briefmarke) - Porträtbild Anna Führing als Germania | 20                    | 1920                  | 30. April 1921     | 115.000        | DR 143         | 46             |
|                | Germania (Briefmarke) - Porträtbild Anna Führing als Germania | 30                    | 1920                  | 30. April 1921     | 115.000        | DR 144         | 47             |
|                | Germania (Briefmarke) - Porträtbild Anna Führing als Germania | 40                    | 1920                  | 30. April 1921     | 115.000        | DR 145         | 48             |
|                | Germania (Briefmarke) - Porträtbild Anna Führing als Germania | 4 Mark                | 1920                  | 30. April 1921     | 115.000        | DR 153         | 49             |